# Альбертон (Монтана)
Альбертон (англ. Alberton) — місто (англ. town) в США, в окрузі Мінерал штату Монтана. Населення — 452 особи (2020).

## Географія
Альбертон розташований за координатами 47°0′16″ пн. ш. 114°29′7″ зх. д. / 47.00444° пн. ш. 114.48528° зх. д. (47.004436, -114.485275).  За даними Бюро перепису населення США в 2010 році місто мало площу 1,55 км², з яких 1,48 км² — суходіл та 0,07 км² — водойми.

### Клімат
| Клімат : Альбертон      | Клімат : Альбертон | Клімат : Альбертон | Клімат : Альбертон | Клімат : Альбертон | Клімат : Альбертон | Клімат : Альбертон | Клімат : Альбертон | Клімат : Альбертон | Клімат : Альбертон | Клімат : Альбертон | Клімат : Альбертон | Клімат : Альбертон | Клімат : Альбертон |
| Показник                | Січ.               | Лют.               | Бер.               | Квіт.              | Трав.              | Черв.              | Лип.               | Серп.              | Вер.               | Жовт.              | Лист.              | Груд.              | Рік                |
| Абсолютний максимум, °C | 13,9               | 15,6               | 26,7               | 30,6               | 33,9               | 37,8               | 40,6               | 40,6               | 36,7               | 30,6               | 21,7               | 14,4               | 40,6               |
| Середній максимум, °C   | 0,5                | 4,5                | 9,2                | 14,4               | 19,7               | 24,1               | 30,4               | 29,7               | 23,1               | 14,6               | 5,8                | 0,7                | 14,7               |
| Середній мінімум, °C    | −8                 | −5,7               | −3,7               | −0,6               | 3,3                | 7,2                | 9,4                | 8,7                | 4,6                | 0,1                | −3,7               | −6,9               | 0,4                |
| Абсолютний мінімум, °C  | −33,3              | −28,9              | −21,7              | −11,1              | −6,1               | −1,7               | −0,6               | 0,0                | −6,1               | −17,2              | −24,4              | −33,9              | −33,9              |
| Норма опадів, мм        | 51                 | 33                 | 40                 | 41                 | 48                 | 58                 | 20                 | 26                 | 33                 | 40                 | 45                 | 37                 | 470                |
| Днів з опадами          | 14                 | 10                 | 13                 | 12                 | 12                 | 12                 | 5                  | 6                  | 8                  | 10                 | 12                 | 13                 | 127,0              |
| ----------------------- | ------------------ | ------------------ | ------------------ | ------------------ | ------------------ | ------------------ | ------------------ | ------------------ | ------------------ | ------------------ | ------------------ | ------------------ | ------------------ |
| Джерело: WRCC           |                    |                    |                    |                    |                    |                    |                    |                    |                    |                    |                    |                    |                    |

## Демографія
Згідно з переписом 2010 року, у місті мешкало 420 осіб у 190 домогосподарствах у складі 113 родин. Густота населення становила 271 особа/км².  Було 202 помешкання (130/км²).
Расовий склад населення:
| - 96,0 % — білих - 1,0 % — чорних або афроамериканців - 0,7 % — корінних американців |

До двох чи більше рас належало 2,1 %. Частка іспаномовних становила 1,9 % від усіх жителів.
За віковим діапазоном населення розподілялося таким чином: 19,0 % — особи молодші 18 років, 63,4 % — особи у віці 18—64 років, 17,6 % — особи у віці 65 років та старші. Медіана віку мешканця становила 43,3 року. На 100 осіб жіночої статі у місті припадало 113,2 чоловіків;  на 100 жінок у віці від 18 років та старших — 108,6 чоловіків також старших 18 років.
Середній дохід на одне домашнє господарство  становив 33 337 доларів США (медіана — 24 539), а середній дохід на одну сім'ю — 42 041 долар (медіана — 39 135). Медіана доходів становила 40 365 доларів для чоловіків та 21 042 долари для жінок. За межею бідності перебувало 19,8 % осіб, у тому числі 35,0 % дітей у віці до 18 років та 13,5 % осіб у віці 65 років та старших.
Цивільне працевлаштоване населення становило 153 особи. Основні галузі зайнятості: освіта, охорона здоров'я та соціальна допомога — 25,5 %, мистецтво, розваги та відпочинок — 17,6 %, науковці, спеціалісти, менеджери — 10,5 %, транспорт — 7,8 %.